# Turnix tanki
La quaglia tridattila zampegialle (Turnix tanki, Blyth 1843) è un uccello caradriiforme della famiglia dei Turnicidi.

## Sistematica
Turnix suscitator ha due sottospecie:
- Turnix tanki blanfordii
- Turnix tanki tanki

## Distribuzione e habitat
Questo uccello vive in Asia meridionale dal Pakistan alla Thailandia, nell'Asia orientale dalla Russia al Vietnam, e parte dell'Asia centrale (Tibet, Bhutan, Nepal).